# Remijia ferruginea
Remijia ferruginea là một loài thực vật có hoa trong họ Thiến thảo. Loài này được (A.St.-Hil.) DC. miêu tả khoa học đầu tiên năm 1830.